# كابياوات المارا
كابياوات المارا (الاسم العلمي: Dolichotinae) هي أسرة من الثدييات تتبع فصيلة الكابيائية من رتبة القوارض.

## أجناس
تضم هذه الأسرة جنساً وحيداً هو:
- كابياء المارا